# Émile Mathis
Ernest Charles „Émile” Mathis (ur. 15 marca 1880 roku w Strasburgu, zm. 4 sierpnia 1956 roku w Genewie) – francuski przedsiębiorca i kierowca wyścigowy.

## Kariera
Émile Mathis rozpoczynał działalność w 1898 roku jako sprzedawca samochodów. Na przełomie XIX i XX wieku rozpoczął konstruowanie własnych modeli. Około 1904 roku wraz z Ettorem Bugatti założył firmę Hermes-Simplex. W 1906 roku zakończyli działalność, a od około 1910 roku Mathis zaczął montować auta sygnowane własnym nazwiskiem. Współpracował między innymi ze szczecińską firmą Stoewer. Firma Mathis specjalizowała się w segmencie 1,5 litrowych eleganckich aut o wysokich osiągach.
Mathis startował również w wyścigach samochodowych w samochodach własnej konstrukcji. Pojawiał się na starcie głównie we Francji i Włoszech w wyścigach Grand Prix.